# Орджонікідзе Григорій Костянтинович
Григо́рій Костянти́нович Орджонікі́дзе або Серго́ Орджонікі́дзе (груз. გრიგოლ კონსტანტინეს ძე ორჯონიკიძე; 12 (24) жовтня 1886, село Гореша Шорапанського повіту Кутаїської губернії, Російська імперія, тепер Грузія — 18 лютого 1937, Москва, СРСР) — грузинський революціонер, радянський державний і партійний діяч. Член ЦК РСДРП(б) у 1912—1917 роках. Член Російського бюро ЦК РСДРП(б) з січня по квітень 1912 року. Член ЦК ВКП(б) у 1921—1927 і 1934—1937 роках. Член Центральної контрольної комісії ВКП(б) у 1927—1934 роках. Кандидат у члени Політичного бюро ЦК ВКП(б) з 23 липня по 3 листопада 1926 року. Член Політичного бюро ЦК ВКП(б) з 21 грудня 1930 по 18 лютого 1937 року. Учасник Громадянської війни в Росії, Іранської конституційної революції та  Жовтневого збройного повстання в Петрограді.

## Біографія
Народився 12 (24) жовтня 1886 року в Західній Грузії, в селі Гореша Шорапанського повіту Кутаїської губернії (тепер Харагаульський муніципалітет регіону Імереті) в бідній селянській родині (за іншими даними, в збіднілій дворянській родині).
За даними документів день народження Орджонікідзе вказаний як 22 жовтня (3 листопада) 1886 року, але в радянських біографіях 1920—1930-х років фігурувала дата 16 (28) жовтня 1886 року. Згідно з українською радянською енциклопедією, великою російською енциклопедією та енциклопедією «Революція та Громадянська війна в Росії: 1917—1923» він народився 12 (24) жовтня. Про цю ж дату пишуть Азербайджанська радянська енциклопедія та Білоруська енциклопедія.

### Дитячі і юнацькі роки
У 1898 році закінчив Харагаульську двокласну школу. Вступив до залізничної школи в місті Хашурі, проте за рік через злиденне становище родини був змушений полишити школу й повернувся до рідного села.
Восени 1900 року двоюрідний брат Сарасій Орджонікідзе відвіз Серго до Тифліса, де влаштував до фельдшерської школи при міській лікарні. Тут Орджонікідзе увійшов до одного з соціал-демократичних гуртків.

### Початок революційної діяльності
Член РСДРП з 1903 року. З того часу займався революційною діяльністю: очолював партійну організацію в Ґудауті. Був членом Сухумського окружного комітету РСДРП. У 1905 році закінчив Тифліську фельдшерську школу при Михайлівській лікарні міста Тифліса.
5 січня 1905 року в селі Бомбари поблизу Ґудауті був заарештований царською поліцією. До 7 червня 1906 року перебував у сухумській в'язниці, звідки випущений на поруки. Переїхав до Тбілісі. Саме тут, в редакції більшовицької газети «Дро» (Час) Орджонікідзе вперше зустрівся з Й. В. Сталіним.
У березні 1907 року Серго був направлений до Баку, де влаштувався фельдшером приймального покою при нафтових промислах Асадулаєва в селищі Романи. Разом з Шаумяном, Джапарідзе, Спандаряном і Сталіним увійшов до складу бакинського комітету. Брав активну участь у передвиборчій кампанії до III-ї Державної думи Російської імперії.

### Нелегальна діяльність
7 травня 1907 року за організацію масової робітничої демонстрації на горі Степан Разін був заарештований, провів 26 днів у в'язниці під вигаданим прізвищем «Кучхішвілі». У листопаді 1907 року знову заарештований. 9 квітня 1908 року Бакинська судова палата засудила С. Орджонікідзе до довічного заслання в Сибіру і позбавлення всіх громадянських прав. 27 жовтня того ж року за революційну діяльність в Абхазії додатково був засуджений до річного ув'язнення в фортеці. Навесні 1909 року відправлений на заслання до села Потаскуй Єнісейської губернії. Через 2 місяці Орджонікідзе тікає з заслання й повертається до Баку.
Наприкінці літа 1909 року Серго направлений до Гілянської провінції Персії для організації масових виступів, спрямованих проти колоніальної політики, брав участь у Перській революції.
У листопаді 1910 року повертається до Баку, проте майже відразу виїжджає до Франції. Тут, в передмісті Парижа Ланжюмо навчається в партійній школі, створеній В. І. Леніним. Незабаром за завданням Леніна Орджонікідзе повертається до Росії для організації загальноросійської партійної конференції. Конференція відбулась в січні 1912 року в Празі, де Орджонікідзе представляв тбіліську організацію РСДРП. На ній Серго було обрано членом ЦК партії.
У березні 1912 року Орджонікідзе виїхав до Петербурга, а звідти — до Тбілісі. В квітні 1912 року під час повторної поїздки до Петербурга його заарештовує поліція за підробленим паспортом. Петербурзький окружний суд засудив Орджонікідзе до 3 років каторги з подальшим пожиттєвим засланням. У жовтні 1912 року Серго був закутий в кайдани й відправлений до Шліссельбурзької фортеці.
Відбувши каторгу, в жовтні 1915 року він етапом був доправлений до Олександрівської пересильної в'язниці, а звідти — до села Покровського, що за 90 км від Якутська.
Після лютневої революції, в травні 1917 року разом з іншими засланими більшовиками Орджонікідзе виїжджає до Іркутська, а звідти — в Петроград. Тут його вводять до складу бюро Петроградського комітету РСДРП(б) та виконавчого комітенту Петроградської ради. На початку вересня 1917 року Серго виїздить до Закавказзя, повертається у Петроград 6 листопада 1917 року. Брав найактивнішу участь у захопленні влади більшовиками.

### Громадянська війна в Росії
За наказом петроградського комітету перебував на фронті під Пулково проти вірного Тимчасовому урядові корпусу генерала П. М. Краснова, що наступав на Петроград.
2 січня 1918 року рішенням ЦК РКП(б) і Ради народних комісарів РРФСР Орджонікідзе призначений тимчасовим надзвичайним комісаром району України з наділенням повноважень у справі постачання харчів у Петроград і центральні райони Росії. З 15 березня по квітень 1918 року — представник ЦК РКП(б) в Україні. У квітні 1918 року під натиском кайзеровських і гетьманських військ відступив з більшовицькими військами на Дон.
9 квітня 1918 року Раднарком РРФСР видав декрет про створення надзвичайного комісаріату Південного району, головою якого було призначено Серго Орджонікідзе. З 16 квітня по травень 1918 року — начальник Надзвичайного штабу оборони Донський Радянської Республіки. Протягом весни та початку літа 1918 року більшовицькі війська відступали через Ростов-на-Дону, Тихорецьку в напрямку на Царицин. Тут, в Царицині, Орджонікідзе жорстоко придушив антибільшовицьке повстання. Після цього він направився на Кубань для організації оборони. За його пропозицією Кубанська Радянська Республіка й Чорноморська Радянська Республіка були об'єднані в єдину Кубано-Чорноморську Республіку. Надалі разом із Сталіним брав участь в обороні Царицина.
На початку січня 1919 року Орджонікідзе був у лавах захисників Владикавказу від наступу Добровольчої армії генерала А. І. Денікіна. З 27 січня по лютий 1919 року — голова Комітету оборони Терской Радянської Республіки. Після здачі міста Владикавказа через Інгушетію перебрався до Тифліса.
З 16 липня по 1 жовтня 1919 року — член Революційної військової ради (РВР) 16-ї армії Західного фронту.
У жовтні 1919 року переміщений на фронт боротьби з Денікіним, що вже захопив Воронеж і Орел й наближався до Тули. З 5 жовтня 1919 по 26 січня 1920 року — член РВР 14-ї армії Південного фронту.
З 1 грудня 1919 року — голова Кавказького революційного комітету. З 3 лютого 1920 по 29 травня 1921 року — член РВР Кавказького фронту. У лютому 1920 року призначений головою Бюро в справі відновлення радянської влади на Північному Кавказі. Заступником голови бюро призначений С. М. Кіров. З 31 березня по 21 червня 1920 року — голова Північно-Кавказького революційного комітету. У квітні 1920 року брав участь у поваленні мусаватистського уряду в Азербайджані. У квітні 1920 — лютому 1922 року — член Кавказького бюро ЦК РКП(б). З 29 червня 1920 року — член РВР Кавказької трудової армії.

### На високих посадах
21 березня 1921 — 18 лютого 1922 року — відповідальний секретар Кавказького бюро ЦК РКП(б).
29 травня 1921 — грудень 1926 року — член РВР Особливою Кавказької армії (Червонопрапорної Кавказької армії) РСЧА.
23 лютого 1922 — 8 грудня 1926 року — член Президії Закавказького крайового комітету РКП(б).
2 лютого 1924 — 26 лютого 1927 року — член РВР СРСР. 5 лютого 1924 — 15 лютого 1927 року — уповноважений Народного комісаріату із військових і морських справ СРСР і РВР СРСР при РНК Закавказької РФСР.
11 грудня 1924 — 8 грудня 1926 року — 1-й секретар Закавказького крайового комітету РКП(б).
У вересні — листопаді 1926 року — 1-й секретар Північно-Кавказького крайового комітету ВКП(б) у Ростові-на-Дону.
3 листопада 1926 року об'єднаний пленум ЦК і ЦКК затвердив Серго Орджонікідзе головою Центральної контрольної комісії ВКП(б). 3 листопада 1926 — 15 грудня 1930 року — голова і член Президії Центральної Контрольної Комісії ВКП(б). З грудня 1927 по 15 грудня 1930 року — член партійної колегії Центральної контрольної комісії ВКП(б).
Одночасно, 5 листопада 1926 — 10 листопада 1930 року — народний комісар робітничо-селянської інспекції СРСР і заступник голови Ради народних комісарів і Ради праці і оборони СРСР.
10 листопада 1930 — 5 січня 1932 року — голова Вищої ради народного господарства (ВРНГ) СРСР. У грудні 1930 року обраний членом Політбюро ЦК ВКП(б).
5 січня 1932 — 18 лютого 1937 року — народний комісар важкої промисловості СРСР.

### Смерть
18 лютого 1937 року о 17 годині 30 хвилин Г. К. Орджонікідзе раптово помер. Існують версії як про його самогубство, так і про вбивство. В ніч на 21 лютого його тіло було кремоване й 21 лютого 1937 року о 15 годині 00 хвилин урна з прахом поміщена в Кремлівській стіні.

## Нагороди
- Орден Червоного Прапора (19.05.1921) — за виняткові бойові заслуги в справі ліквідації денікінщини, очищення від контрреволюції Північного Кавказу і Закавказзя.
- Орден Леніна (22.03.1935) — за визначні досягнення в розбудові важкої промисловості СРСР.
- Орден Трудового Червоного Прапора (17.01.1936) — за перевиконання виробничого плану в 1935 році, за успіхи в справі освоєння нової техніки і ініціативу в розвитку стахановського руху.
- Орден Червоного Прапора Азербайджанської РСР (27.02.1921)
- Орден Червоного Прапора РСР Грузія
- Орден Трудового Червоного Прапора Закавказької РФСР (17.03.1933)

## Пам'ять
Ім'я Серго Орджонікідзе носили населені пункти:
- місто Покров, Дніпропетровська область — до 2 квітня 2016;
- місто Владикавказ, Північна Осетія — у 1931–1944 та 1954–1990 роках;
- місто Єнакієве, Донецька область — у 1936–1941 і 1943–1944 роках називалося Орджонікідзе;
- місто Бежиця, тепер район Брянська — у 1934–1943 роках називався Орджонікідзеград;
- місто Вахдат, Таджикистан — у 1936–1992 роках називався Орджонікідзеабад;
- село Романівка, Поліський район, Київська область — у 1932–2016 роках;

Крім того, в Україні досі існує смт Орджонікідзе (Автономна Республіка Крим), а в різних країнах колишнього СРСР існують також селища, села, залізничні станції, міські райони, десятки вулиць, підприємств і установ, названі ім'ям більшовика.

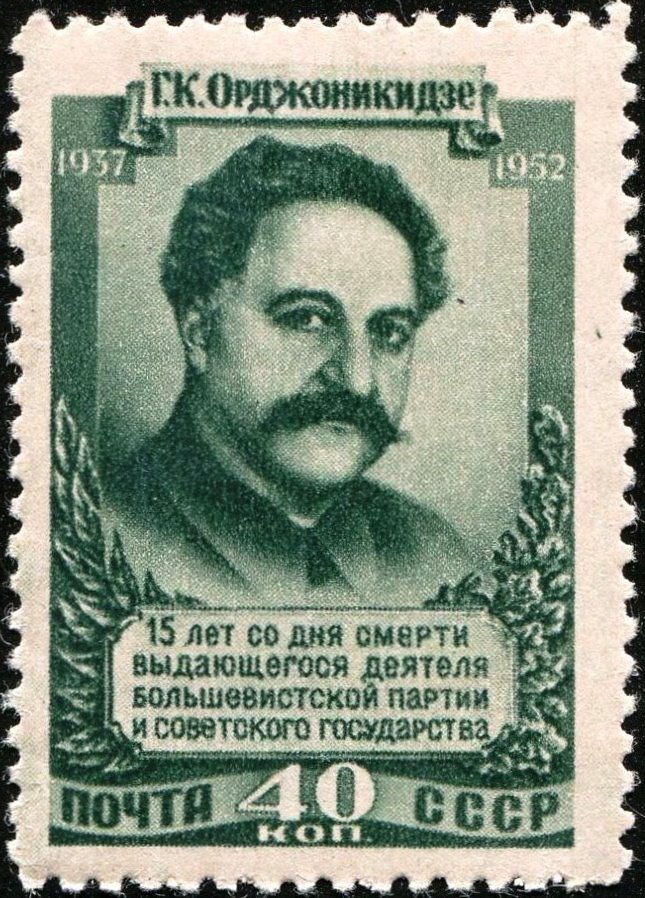
Поштова марка СРСР, 1952
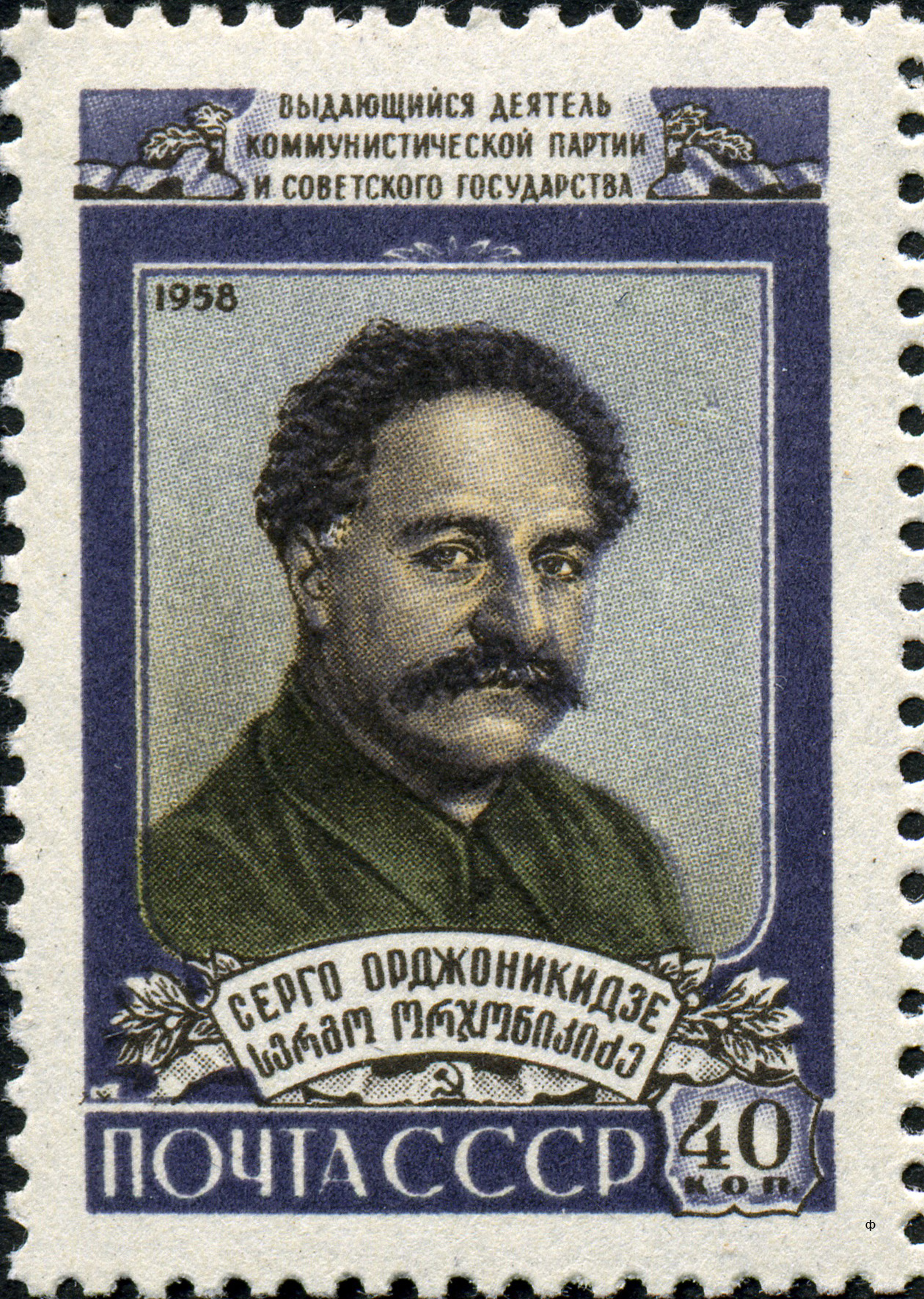
Поштова марка СРСР, 1958
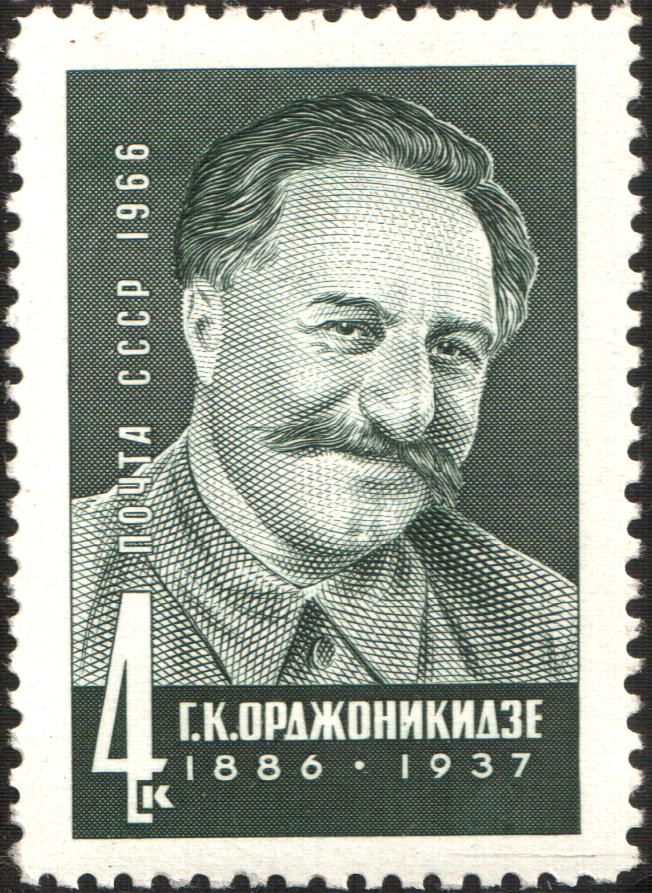
Поштова марка СРСР, 1966